# Сідар-Пойнт (Північна Кароліна)
Сідар-Пойнт (англ. Cedar Point) — місто (англ. town) в США, в окрузі Картерет штату Північна Кароліна. Населення — 1764 особи (2020).

## Географія
Сідар-Пойнт розташований за координатами 34°41′13″ пн. ш. 77°5′5″ зх. д. / 34.68694° пн. ш. 77.08472° зх. д. (34.686956, -77.084819).  За даними Бюро перепису населення США в 2010 році місто мало площу 5,71 км², з яких 5,69 км² — суходіл та 0,01 км² — водойми.

## Демографія
Згідно з переписом 2010 року, у місті мешкало 1279 осіб у 557 домогосподарствах у складі 378 родин. Густота населення становила 224 особи/км².  Було 955 помешкань (167/км²).
Расовий склад населення:
| - 93,4 % — білих - 1,2 % — чорних або афроамериканців - 0,9 % — азіатів - 0,8 % — корінних американців - 1,4 % — осіб інших рас |

До двох чи більше рас належало 2,3 %. Частка іспаномовних становила 2,7 % від усіх жителів.
За віковим діапазоном населення розподілялося таким чином: 21,4 % — особи молодші 18 років, 60,8 % — особи у віці 18—64 років, 17,8 % — особи у віці 65 років та старші. Медіана віку мешканця становила 45,8 року. На 100 осіб жіночої статі у місті припадало 95,6 чоловіків;  на 100 жінок у віці від 18 років та старших — 96,3 чоловіків також старших 18 років.
Середній дохід на одне домашнє господарство  становив 104 787 доларів США (медіана — 81 705), а середній дохід на одну сім'ю — 119 848 доларів (медіана — 102 404). Медіана доходів становила 76 696 доларів для чоловіків та 57 000 доларів для жінок. За межею бідності перебувало 3,2 % осіб, у тому числі 1,8 % дітей у віці до 18 років та 1,1 % осіб у віці 65 років та старших.
Цивільне працевлаштоване населення становило 602 особи. Основні галузі зайнятості: освіта, охорона здоров'я та соціальна допомога — 26,1 %, мистецтво, розваги та відпочинок — 14,0 %, науковці, спеціалісти, менеджери — 11,8 %.